# Сен-Ромен-де-Лер
Сен-Роме́н-де-Лер (фр. Saint-Romain-de-Lerps, окс. Sant Romain de Lerps) — коммуна во Франции, находится в регионе Рона — Альпы. Департамент коммуны — Ардеш. Входит в состав кантона Сен-Пере. Округ коммуны — Турнон-сюр-Рон.
Код INSEE коммуны — 07293.

## Население
Население коммуны на 2008 год составляло 708 человек.
| 1962 | 1968 | 1975 | 1982 | 1990 | 1999 | 2008 |
| ---- | ---- | ---- | ---- | ---- | ---- | ---- |
| 292  | 342  | 346  | 415  | 477  | 540  | 708  |

## Экономика
В 2007 году среди 451 человека в трудоспособном возрасте (15—64 лет) 344 были экономически активными, 107 — неактивными (показатель активности — 76,3 %, в 1999 году было 69,6 %). Из 344 активных работали 323 человека (187 мужчин и 136 женщин), безработных было 21 (10 мужчин и 11 женщин). Среди 107 неактивных 35 человек были учениками или студентами, 36 — пенсионерами, 36 были неактивными по другим причинам.

## Фотогалерея

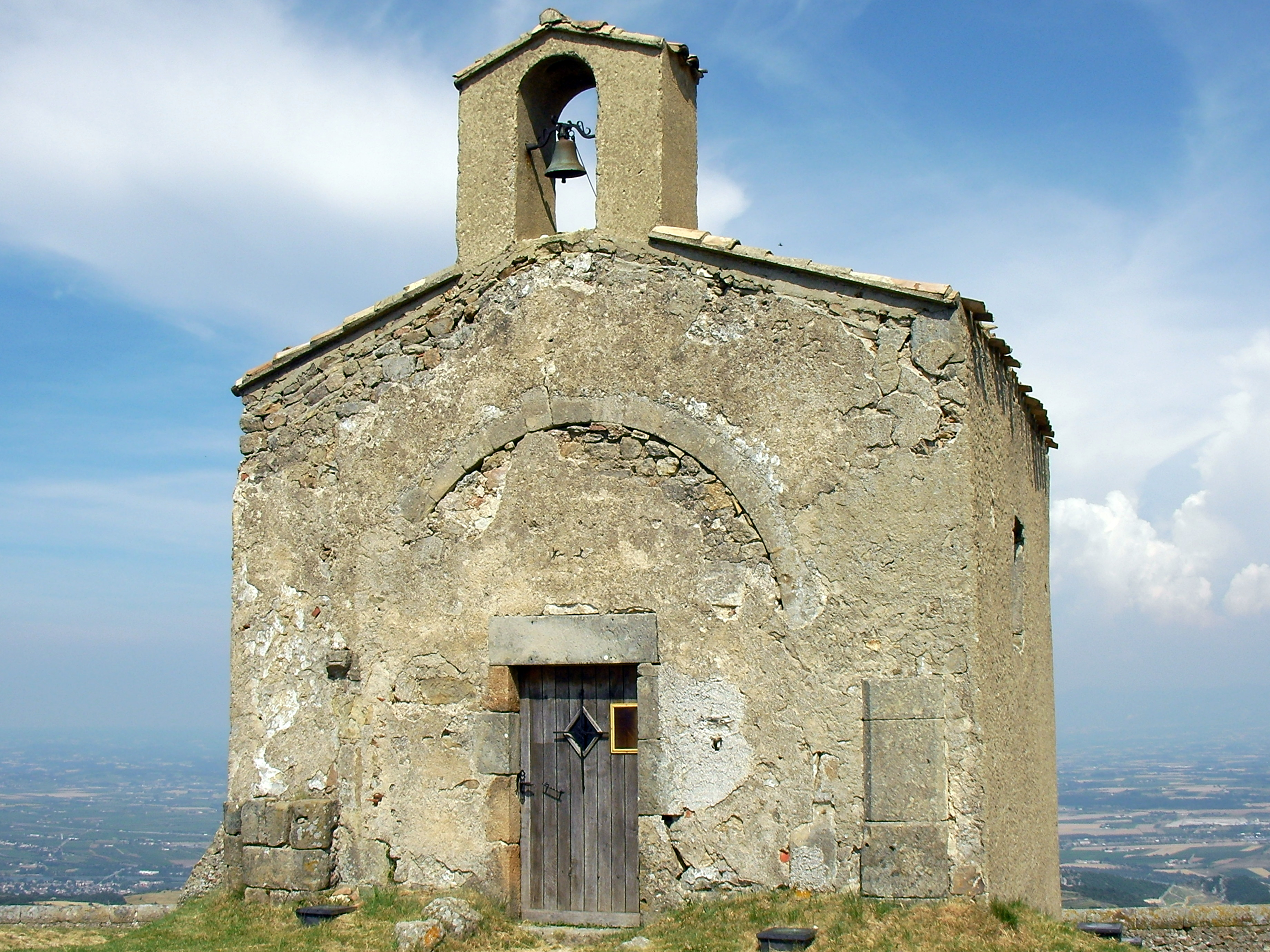
Часовня
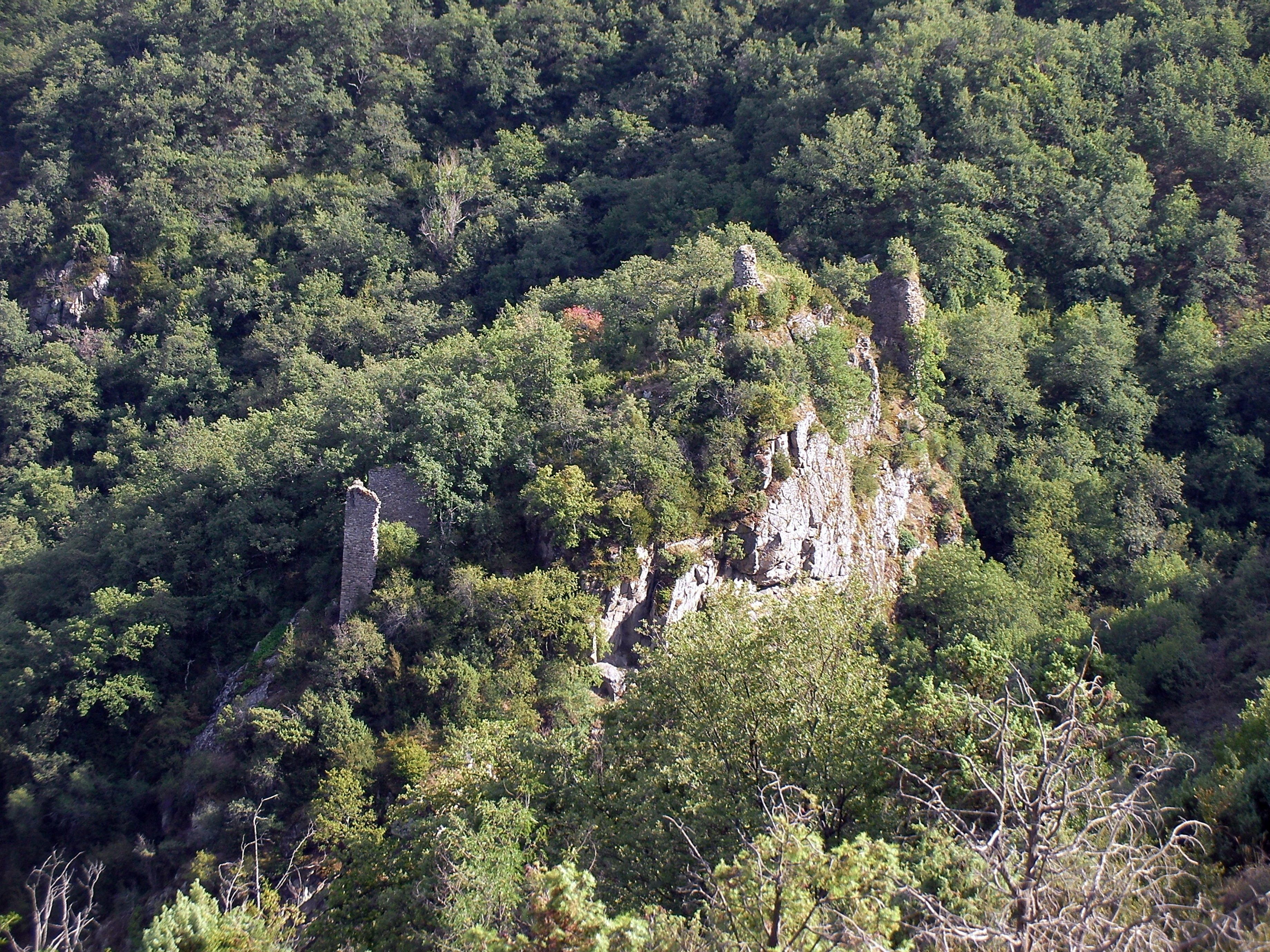
Руины замка Дюртай
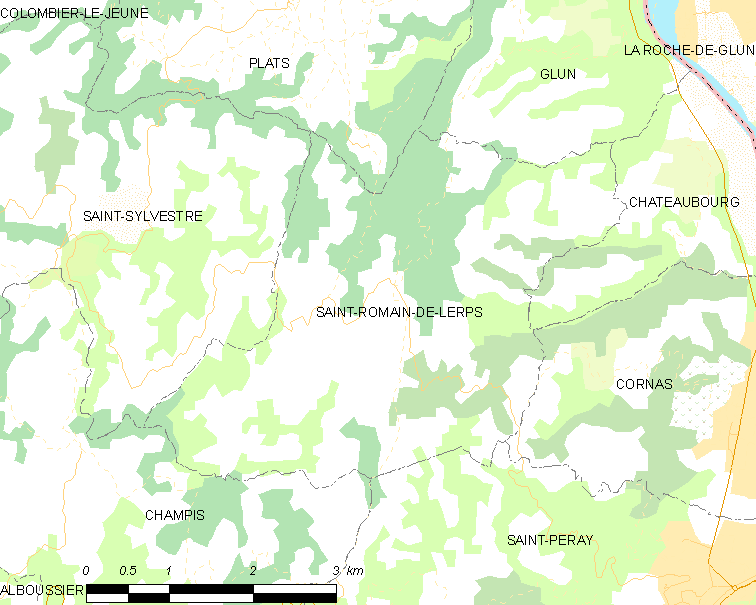
Карта коммуны